# Lijst van Surinaamse muziekinstrumenten
Dit is een lijst van Surinaamse muziekinstrumenten. De muziekinstrumenten horen specifiek bij Suriname en kennen in sommige gevallen een oorsprong in het oorspronkelijke land van een bevolkingsgroep.

## A
- agida
- agroemi
- apintie
- apukudron

## B
- bansuri
- benta
- bulbultarang
- bongo
- bototutu

## D
- dantaal
- dawra
- djendjen
- dhapla
- dhool
- dotar

## E
- egraz
- ektar

## G
- gamelan
- godo
- grumi

## H
- harmonium

## K
- kartaal
- kawina
- kawinadron
- kawtutu
- khandjari
- krawasie
- kwakwa
- kwakwabangi

## L
- langadron / langaudu
- luangudron

## M
- madjira
- mandron
- maraka
- mata

## N
- nagara
- neusfluitje

## P
- pakrotutu
- papai-benta
- poedja

## S
- saka
- sambura
- sambula
- santoor
- sarangi
- sekseki
- siksak
- sitar
- skratjie

## T
- tabla
- tanpura
- tasa
- timbaal

## Z
- zigzag